# Souper Ligka Ellada 2007-2008
La Souper Ligka Ellada 2007-2008 fu la 72ª edizione della massima serie del campionato di calcio greco disputata tra il 28 settembre 2007 e il 14 maggio 2008 e conclusa con la vittoria dell'Olympiacos Pireo, al suo trentaseiesimo titolo e quarto consecutivo.
Capocannoniere del torneo fu Ismael Blanco (AEK Atene), con 19 reti.

## Formula
Come nella stagione precedente le squadre partecipanti furono sedici e disputarono un girone di andata e ritorno per un totale di 30 partite.
Le ultime tre classificate furono retrocesse in Beta Ethniki.
Il punteggio prevedeva tre punti per la vittoria, uno per il pareggio e nessuno per la sconfitta.
L'Apollon Kalamarias fu penalizzato di un punto.
Le squadre ammesse alle coppe europee furono cinque: i campioni al terzo turno preliminare della UEFA Champions League 2008-2009 mentre per l'altro posto disponibile in Champions League, i due per la Coppa UEFA 2008-2009 e quello per la Coppa Intertoto 2008 fu disputato un girone al quale parteciparono le squadre classificate dal secondo al quinto posto che giocarono un totale di sei partite. La vincitrice di questo girone si qualificò alla Champions League, seconda e terza alla Coppa UEFA e l'ultima alla Coppa Intertoto.

## Squadre partecipanti
| Squadra            | Città      | Stadio | Stagione 2006-2007 |
| ------------------ | ---------- | ------ | ------------------ |
| AEK Atene          | Atene      |        | 2°                 |
| Apollōn Kalamarias | Kalamaria  |        | 12°                |
| Arīs Salonicco     | Salonicco  |        | 4°                 |
| Asteras Tripolīs   | Tripoli    |        | Beta Ethniki       |
| Atromītos          | Peristeri  |        | 8°                 |
| Ergotelīs          | Candia     |        | 9°                 |
| Īraklīs            | Salonicco  |        | 13°                |
| Larissa            | Larissa    |        | 10°                |
| Levadeiakos        | Livadia    |        | Beta Ethniki       |
| OFI Creta          | Candia     |        | 7°                 |
| Olympiacos         | Il Pireo   |        | Campione di Grecia |
| Panathīnaïkos      | Atene      |        | 3°                 |
| Paniōnios          | Nea Smyrnī |        | 5°                 |
| PAOK               | Salonicco  |        | 6°                 |
| GAS Veria          | Veria      |        | Beta Ethniki       |
| Skoda Xanthī       | Xanthi     |        | 11°                |

## Classifica finale
|                   | Pos. | Squadra                 | Pt | G  | V  | N  | P  | GF | GS | DR  |
| ----------------- | ---- | ----------------------- | -- | -- | -- | -- | -- | -- | -- | --- |
| Grecia (bandiera) | 1.   | Olympiacos              | 70 | 30 | 21 | 7  | 2  | 58 | 23 | +35 |
|                   | 2.   | AEK Atene               | 68 | 30 | 22 | 2  | 6  | 65 | 17 | +48 |
|                   | 3.   | Panathīnaïkos           | 66 | 30 | 20 | 6  | 4  | 44 | 18 | +26 |
|                   | 4.   | Arīs Salonicco          | 50 | 30 | 14 | 8  | 8  | 32 | 20 | +12 |
|                   | 5.   | Paniōnios               | 45 | 30 | 13 | 6  | 11 | 39 | 42 | -3  |
|                   | 6.   | Larissa                 | 45 | 30 | 11 | 12 | 7  | 35 | 30 | +5  |
|                   | 7.   | Asteras Tripolīs        | 44 | 30 | 11 | 11 | 8  | 28 | 24 | +4  |
|                   | 8.   | Skoda Xanthī            | 36 | 30 | 10 | 6  | 14 | 33 | 39 | -6  |
|                   | 9.   | PAOK                    | 35 | 30 | 10 | 5  | 15 | 29 | 35 | -6  |
|                   | 10.  | Īraklīs                 | 35 | 30 | 8  | 11 | 11 | 28 | 33 | -5  |
|                   | 11.  | Levadeiakos             | 33 | 30 | 10 | 3  | 17 | 32 | 51 | -19 |
|                   | 12.  | OFI Creta               | 32 | 30 | 9  | 5  | 16 | 39 | 49 | -10 |
|                   | 13.  | Ergotelīs               | 30 | 30 | 7  | 9  | 14 | 28 | 41 | -13 |
|                   | 14.  | Atromītos               | 29 | 30 | 8  | 5  | 17 | 23 | 36 | -13 |
|                   | 15.  | GAS Veria               | 23 | 30 | 5  | 8  | 17 | 21 | 44 | -23 |
|                   | 16.  | Apollōn Kalamarias (-1) | 22 | 30 | 5  | 8  | 17 | 27 | 57 | -30 |

Legenda:

      Campione di Grecia e ammesso alla UEFA Champions League
      Ammesso ai play-off
      Retrocesso in Beta Ethniki
Note:

Tre punti a vittoria, uno a pareggio, zero a sconfitta.
Apollon Kalamarias penalizzato di 1 punto.

### Play-off
Per la qualificazione alle coppe europee furono disputati i play-off: le classificate dalla seconda alla quinta posizione giocarono in un girone all'italiana con partite di andata e ritorno. La vincente si qualificò in Champions League, le due squadre successive in Coppa UEFA e l'ultima in Intertoto. In base alla classifica della stagione regolare le squadre ottennero un bonus di punti.
|  | Pos. | Squadra        | Pt | G | V | N | P | GF | GS | DR |
|  | ---- | -------------- | -- | - | - | - | - | -- | -- | -- |
|  | 1.   | Panathīnaïkos  | 21 | 6 | 4 | 2 | 0 | 14 | 5  | +9 |
|  | 2.   | AEK Atene      | 16 | 6 | 2 | 2 | 2 | 10 | 11 | -1 |
|  | 3.   | Arīs Salonicco | 7  | 6 | 1 | 2 | 3 | 9  | 9  | 0  |
|  | 4.   | Paniōnios      | 5  | 6 | 1 | 2 | 3 | 7  | 15 | -8 |

Legenda:

      Ammesso alla UEFA Champions League
      Ammesso alla Coppa UEFA
      Ammesso alla Coppa Intertoto
Note:

Tre punti a vittoria, uno a pareggio, zero a sconfitta.
AEK Atene +8 punti
Panathinaikos +7 punti
Aris Salonicco +2 punti

### Verdetti
- Olympiacos Pireo campione di Grecia e qualificato al terzo turno preliminare di UEFA Champions League
- Panathinaikos qualificato al secondo turno preliminare di UEFA Champions League
- AEK Atene e Aris Salonicco qualificati alla Coppa UEFA
- Panionios qualificato alla Coppa Intertoto